# NGC 4596
NGC 4596 é uma galáxia espiral barrada (SB0-a) localizada na direcção da constelação de Virgo. Possui uma declinação de +10° 10' 35" e uma ascensão recta de 12 horas, 39 minutos e 56,0 segundos.
A galáxia NGC 4596 foi descoberta em 15 de Março de 1784 por William Herschel.